# Llaços mortals
Llaços mortals (títol original: Misbegotten) és una pel·lícula estatunidenca de 1988 dirigida per Mark L. Lester. Ha estat doblada al català.

## Argument
Un assassí està obsessionat en tenir un fill, però té problemes en les relacions amb dones, i esdevé pare via inseminació artificial. Llavors segueix la dona i la terroritza a ella i al seu marit.

## Repartiment
- Kevin Dillon: Billy Crapshoot
- Nick Mancuso: Paul Bourke
- Lysette Anthony: Caitlan Bourke
- Mark Holden: Capità

## Al voltant de la pel·lícula
Producció
El rodatge va tenir lloc a Britannia Beach, Colúmbia Britànica.
Índex
La pel·lícula va ser valorada R quan es va estrenar.
Rebuda
La pel·lícula va rebre generalment pobres ressenyes, per exemple TVguide.com li va donar només una estrella i mitja.